# Pogačnik
Pogačnik je 168. najbolj pogost priimek v Sloveniji, ki ga je po podatkih Statističnega urada Republike Slovenije na dan 31. decembra 2007 porabljalo  1.011 oseb, na dan 1. januarja 2010 pa 1.029 oseb in je med vsemi priimki po pogostosti uporabe zavzemal 163. mesto.   

## Znani nosilci priimka
- Albin Pogačnik (1915—2014), numizmatik, graf. strokovnjak
- Aljaž Pogačnik (*1978), umetnostni zgodovinar, muzealec
- Andrej Pogačnik (*1944), urbanist, univ. profesor in publicist
- Anja Pogačnik, sociologinja, religiologinja
- Anka Pogačnik (*1991), judoistka
- Anton (Tone) Pogačnik (1934—1974), antropolog
- Anton Pogačnik (1829—1900), zdravnik
- Azra Pogačnik (*1946), veterinarka, univ. profesorica
- Barbara Pogačnik (*1973). pesnica, prevajalka, literarna kritičarka...
- Bogdan Pogačnik (1921—2005), novinar, publicist in scenarist
- Borut (Simon) Pogačnik (*1947), psihoterapevt, grafolog
- Ciril Pogačnik (1902—1973), gradbeni inženir, projektant
- Edvard Pogačnik (1877—1952), gozdni veleposestnik, podjetnik
- Feodor Maria Pogačnik (1908—1991), pravnik, predavatelj, publicist
- Ferdinand Pogačnik (1839—1888), pravnik
- Franc Pogačnik - Naval (1865—1939), operni pevec tenorist
- Franc Tomaž Pogačnik (1739—1779), duhovnik
- Helena Pogačnik Grobelšek, umetnostna zgodocvinarka
- Ivan Pogačnik (1855—1934), skladatelj in zborovodja
- Janez Pogačnik (1678—1755), duhovnik, slikar
- Janez Pogačnik (1931—2023), gozdar
- Janez Pogačnik (1946—2003), duhovnik in kulturni organizator v Trnovem v Ljubljani
- Jelka Pogačnik (r. Peroci, 20.4.1950), biologinja naravovarstvenica, prevajalka
- Josip Pogačnik (1866—1932), politik in gospodarstvenik
- Josip (Jože) Pogačnik (1902—1978), fotograf, filmar
- Jože Pogačnik (1927—1951), alpinist, podpredsednik PZS
- Jože Pogačnik (1927—2019), ekonomist, gospodarstvenik
- Jože Pogačnik (1932—2016), filmski režiser, scenarist
- Jože Pogačnik (1933—2002), literarni zgodovinar, univ. profesor, akademik
- Jože Pogačnik (1936—2014), flavtist, glasbeni pedagog
- Jožef Pogačnik (1902—1980), ljubljanski nadškof in pesnik
- Jožef Pogačnik (1671—1712), jezuit, latinski pesnik, igralec
- Jožef Pogačnik (1878—1965), zdravnik otorinolaringolog
- Jurij Žiga Pogačnik (1676—?), filozof in zdravnik
- Lovrenc Pogačnik (1698—1768), redovnik
- Lovro Pogačnik (1880—1919), pravnik, politik, pesnik
- Ludvik Pogačnik (1918—1944), tiskar, telovadec in partizan
- Marika Pogačnik, edina ženska članica skopine OHO
- Marjan Pogačnik (1920—2005), slikar in grafik, profesor ALU
- Marjan Pogačnik (1941—2012), kontraadmiral JVM
- Marko Pogačnik (*1944), kipar, risar, oblikovalec in konceptualni umetnik
- Marko Pogačnik (*1972), ekonomist, bančnik, politik
- Matjaž Pogačnik - Pigi, jamar
- Miha Pogačnik (*1949), violinist, glasbeni pedagog in organizator, kulturni ambasador Republike Slovenije
- Miha Pogačnik (*1970), mednarodni pravnik, univ. prof., diplomat
- Milan Pogačnik (1922—2001), novinar
- Milan Pogačnik (1926—2020), arhitekt (interierist)
- Milan Pogačnik (*1946), veterinar, univ. prof. in politik
- Neda Pogačnik (r. Žirovnik) (1914—1979), dr. prava
- Nevenka Pogačnik (*1946), telovadka
- Rihard Pogačnik (1838—1895), pomorski častnik, začetnik avstroogrske topredistike
- Tomaž Pogačnik (*1947), zdravnik nevrolog
- Tone Pogačnik (1919—2013), smučarski tekač in olimpijec
- Vladimir Pogačnik (*1943), jezikoslovec romanist (francist), univ. profesor